# Distrikt San Francisco (Ambo)
Der Distrikt San Francisco liegt in der Provinz Ambo in der Region Huánuco in Zentral-Peru. Der Distrikt wurde am 21. September 1943 gegründet. Er hat eine Fläche von 119 km². Beim Zensus 2017 wurden 1635 Einwohner gezählt. Im Jahr 1993 lag die Einwohnerzahl bei 3386, im Jahr 2007 bei 3285. Sitz der Distriktverwaltung ist die etwa 3500 m hoch gelegene Ortschaft San Francisco de Mosca (oder Mosca) mit 382 Einwohnern (Stand 2017). San Francisco de Mosca befindet sich 25 km südsüdwestlich der Provinzhauptstadt Ambo.

## Geographische Lage
Der Distrikt San Francisco liegt in der peruanischen Zentralkordillere im Süden der Provinz Ambo. Der Río Huertas, ein linker Nebenfluss des Río Huallaga, und dessen Zufluss Río Nilaila begrenzen den Distrikt im Westen.
Der Distrikt San Francisco grenzt im Westen an die Distrikte Santa Ana de Tusi und Páucar (beide in der Provinz Daniel Alcides Carrión), im Nordwesten an den Distrikt Cayna, im Nordosten an den Distrikt Huácar, im Osten an den Distrikt San Rafael sowie im Süden an den Distrikt Pallanchacra (Provinz Pasco).

## Ortschaften
Im Distrikt gibt es neben dem Hauptort folgende größere Ortschaften:
- Acochacan
- Racray
- Rodeo (396 Einwohner)
- San Antonio de Quircan